# La fine del mondo/Bum ahi (che colpo di luna)
La fine del mondo/Bum ahi! (che colpo di luna) è il 38º singolo discografico di Mina, pubblicato nel 1961 dall'etichetta Italdisc.

## Storia
Entrambi i brani sono presenti nell'antologia su CD Ritratto: I singoli Vol. 2 del 2010, che riepiloga cronologicamente tutti i singoli fino al 1964. Il maestro Tony De Vita cura gli arrangiamenti e accompagnata la cantante con la sua orchestra. Ha un'unica copertina ufficiale Archiviato il 5 marzo 2023 in Internet Archive.. L'etichetta Disques Festival ne ha diffuso una ristampa per il mercato francese (catalogo DNI 330).
La fine del mondo è stato inserito nell'album ufficiale Due note del 1961 e utilizzato in un carosello pubblicitario per l' "Industria Italiana della Birra" alla fine del 1962.
Bum ahi! (che colpo di luna) conferma ancora una volta lo stile irriverente verso il pubblico e il carattere scomodo dell'artista. Compare nella raccolta Tua... Mina del 1987. Di questa canzone esistono due registrazioni video raccolte nel DVD Gli anni Rai 1959-1962 Vol. 10, ultimo volume di un cofanetto monografico pubblicato da Rai Trade e GSU nel 2008.

Queste versioni dal vivo sono tratte da:
- Studio Uno 1961,  3ª puntata - canzone intera (durata 2:53)
- Studio Uno 1962, 12ª puntata - frammento (durata 0:42).

## Tracce
Lato A
1. La fine del mondo – 2:42 (testo: Fiorenzo Fiorentini – musica: Enrico Polito; edizioni musicali Curci)

Lato B
1. Bum ahi! (che colpo di luna) – 2:52 (testo: Leo Chiosso – musica: Lelio Luttazzi; edizioni musicali Suvini-Zerboni)